# Голяма Камчия

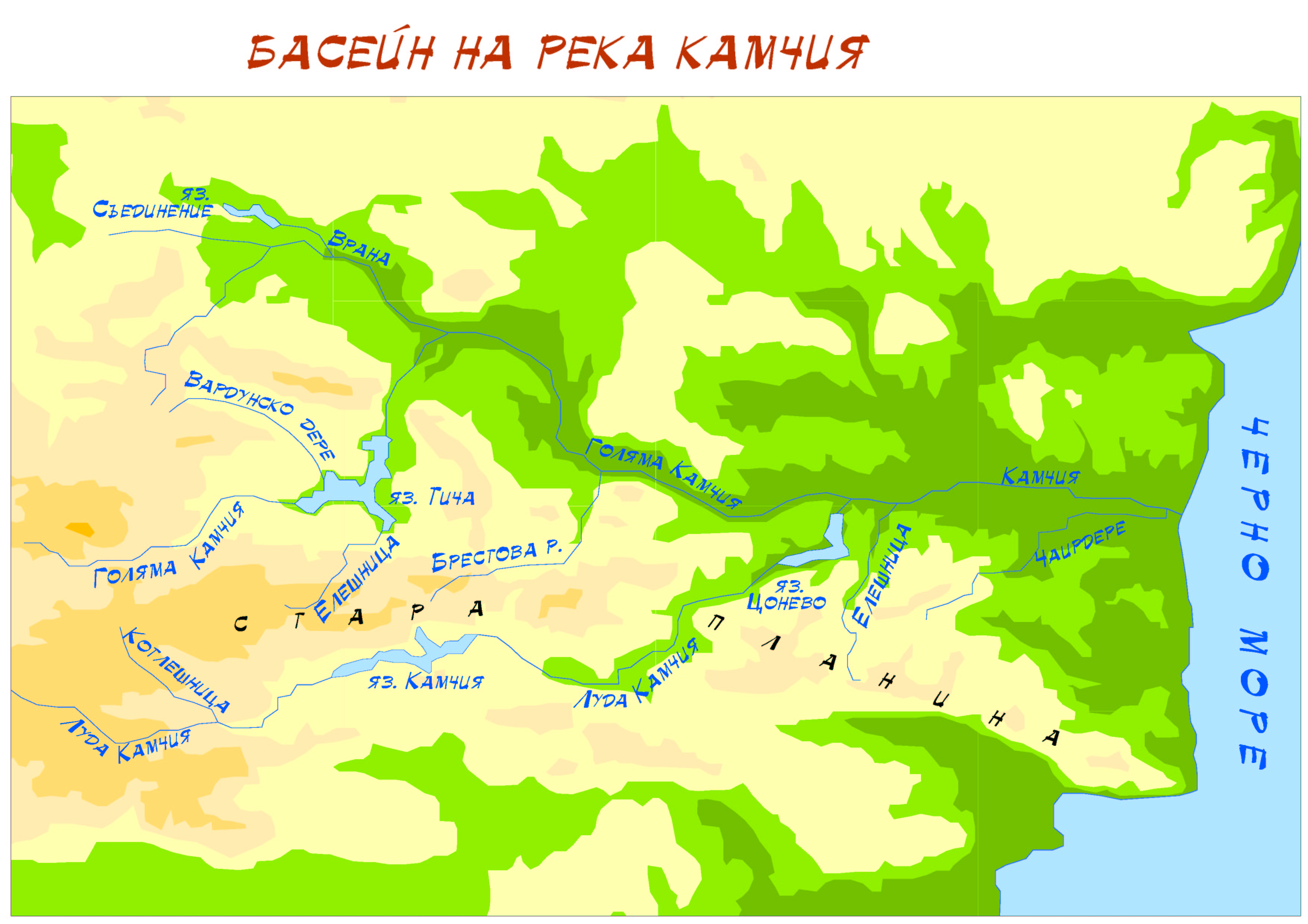
Карта басейну річки Камчия

Голяма Камчия (болг. Голяма Камчия — «Велика Камчия»; стара назва Тича (болг. Тича)) — річка в північно-східній Болгарії. Протікає у Сливенській області — община Котел, Тирговиштській області — община Омуртаг, Шуменській області — общини Вирбиця, Великий Преслав, Шумен та Смядово та Варненській області — община Дилгопол, ліва складова річки Камчия. Довжина становить 199 км (11-те місце серед річок Болгарії).

## Географічна характеристика
Річка Голяма Камчия бере початок на Лисій Планині, на висоті 760 м над рівнем моря, за 7 км на захід від села Братан (община Котел). На південний захід від села Величково (община Дилгопол), на висоті 26 м над ріанем моря з'єднується з річкою Люда Камчия, що дає початок річці Камчия. Живлення — снігове та дощове.
На річці розташовані 2 міста та 15 сіл.

## Топографічна карта
- Аркуш карти K-35-30. Масштаб: 1 : 100 000.
- Аркуш карти K-35-31. Масштаб: 1 : 100 000.
- Аркуш карти K-35-41. Масштаб: 1 : 100 000.
- Аркуш карти K-35-42. Масштаб: 1 : 100 000.